# Heroon
Heroon (grek. heroon), antik grekisk kultbyggnad för dyrkan av en hero, oftast i form av ett litet tempel vid hans grav.